# Comté de Bentheim
1166 ? – 1806
Entités précédentes :
- Duché de Saxe

Entités suivantes :
- Grand-duché de Berg

Le comté de Bentheim (Grafschaft Bentheim) est un territoire du Saint-Empire romain germanique. Il doit son nom au château de Bentheim et son territoire, compris entre la province néerlandaise d'Overijssel et la principauté épiscopale de Münster, correspond à celui de l'actuel arrondissement du comté de Bentheim, dans le Land allemand de Basse-Saxe.
Des cinq branches qui ont émergé d'un partage d'héritage à partir de 1606, les lignées princières de Bentheim-Steinfurt et Bentheim-Tecklembourg-Rheda existent toujours aujourd'hui. Ils ont été élevées au rang héréditaire prussien de princes en 1817.

## Histoire

### Gerulfings de Bentheim
Le château de Bentheim est mentionné pour la première fois vers le milieu du XIe siècle comme une propriété du comte Othon de Nordheim. Il se transmet dans la famille de Nordheim jusqu'à sa petite-fille Gertrude, qui épouse Othon de Rheineck. La fille et héritière d'Othon, Sophie, épouse le comte de Hollande Thierry VI. Bentheim passe ainsi à la famille hollandaise des Gerulfings en la personne d'Othon Ier (de), un fils cadet de Thierry qui reçoit de son oncle le château de Bentheim.

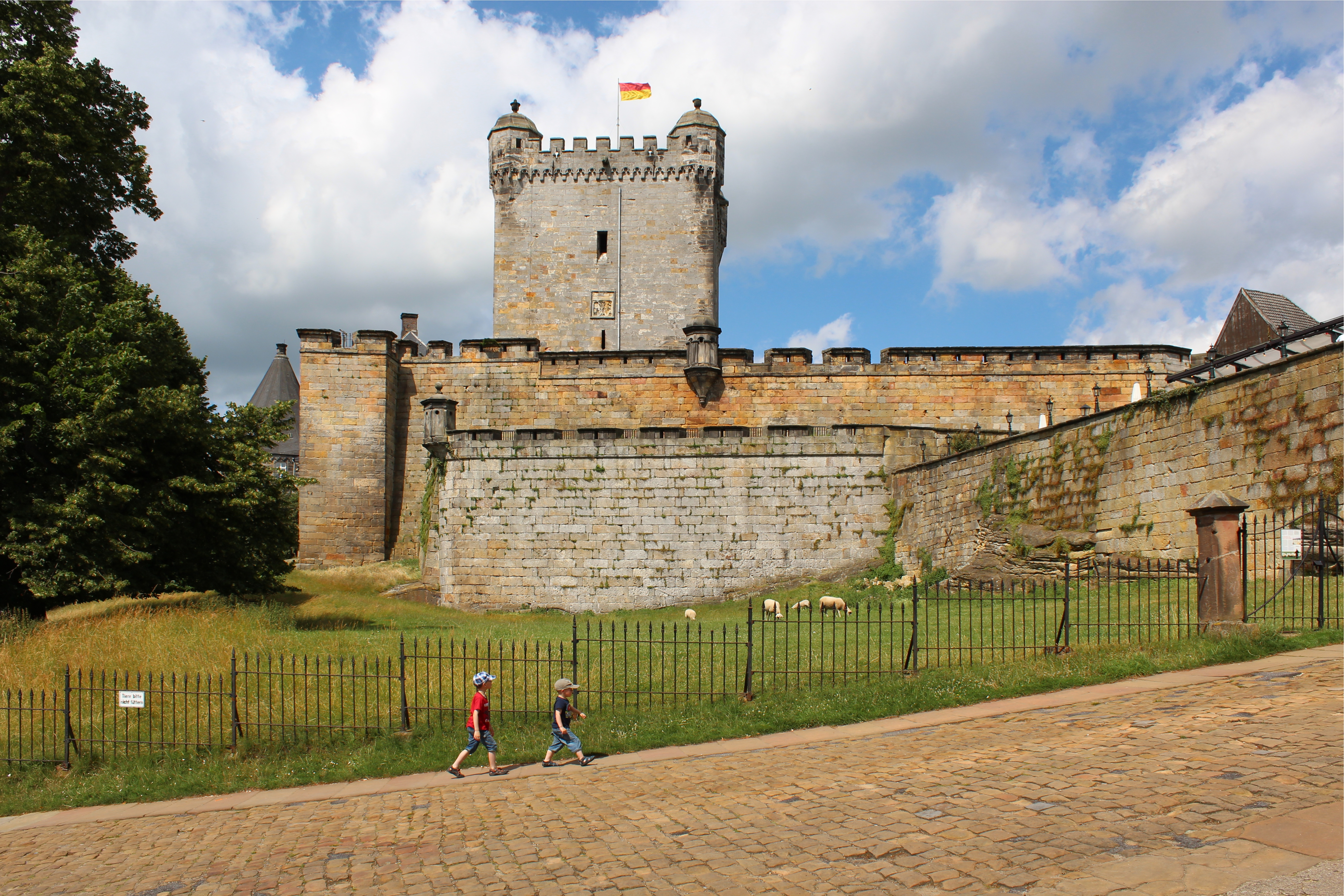
Le château de Bentheim

Les Gerulfings de Bentheim ajoutent le comté de Tecklembourg (Tecklenburg) à leurs domaines en 1262, grâce au mariage d'Othon II (de) avec l'héritière Heilwig de Tecklembourg. Après sa mort, ses fils Egbert et Othon se partagent les domaines familiaux, le premier conservant Bentheim et l'autre Tecklembourg. Le comté de Tecklembourg est tombé par mariage avec les comtes de Schwerin, qui l'ont gouverné de 1328 à 1562 ; en 1365 ils gagnent aussi la seigneurie de Rheda.

### Les Bentheim de Götterswick
La lignée masculine issue d'Egbert s'éteint en 1421 et la seigneurie de Bentheim passe à Eberwin de Götterswick, dont le grand-père Everwin V, seigneur de Götterswick, avait été marié à Hedwige de Bentheim. Par conséquent, il hérite de la seigneurie de son oncle Bernard de Bentheim. Après la disparition des nobles seigneurs de Steinfurt en 1421, cette seigneurie lui revient également, puisqu'il avait épousé l'héritière Mathilde de Steinfurt. Il détient le titre seigneur de Bentheim ainsi que le titre de seigneur de Steinfurt (de). À sa mort, en 1454, ses fils fondent deux lignées : Bernard, celle de Bentheim-Bentheim, et Arnold, celle de Bentheim-Steinfurt. En 1495, la lignée de Steinfurt s'éleva au rang de comtes du Saint-Empire. En 1530, Bentheim-Bentheim devint également un comté. La première ligne s'éteint en 1530 et le comte Arnold II de Bentheim-Steinfurt réunit les possessions des deux branches. Il se convertit au luthéranisme en 1544 et promeut la Réforme dans ses États.

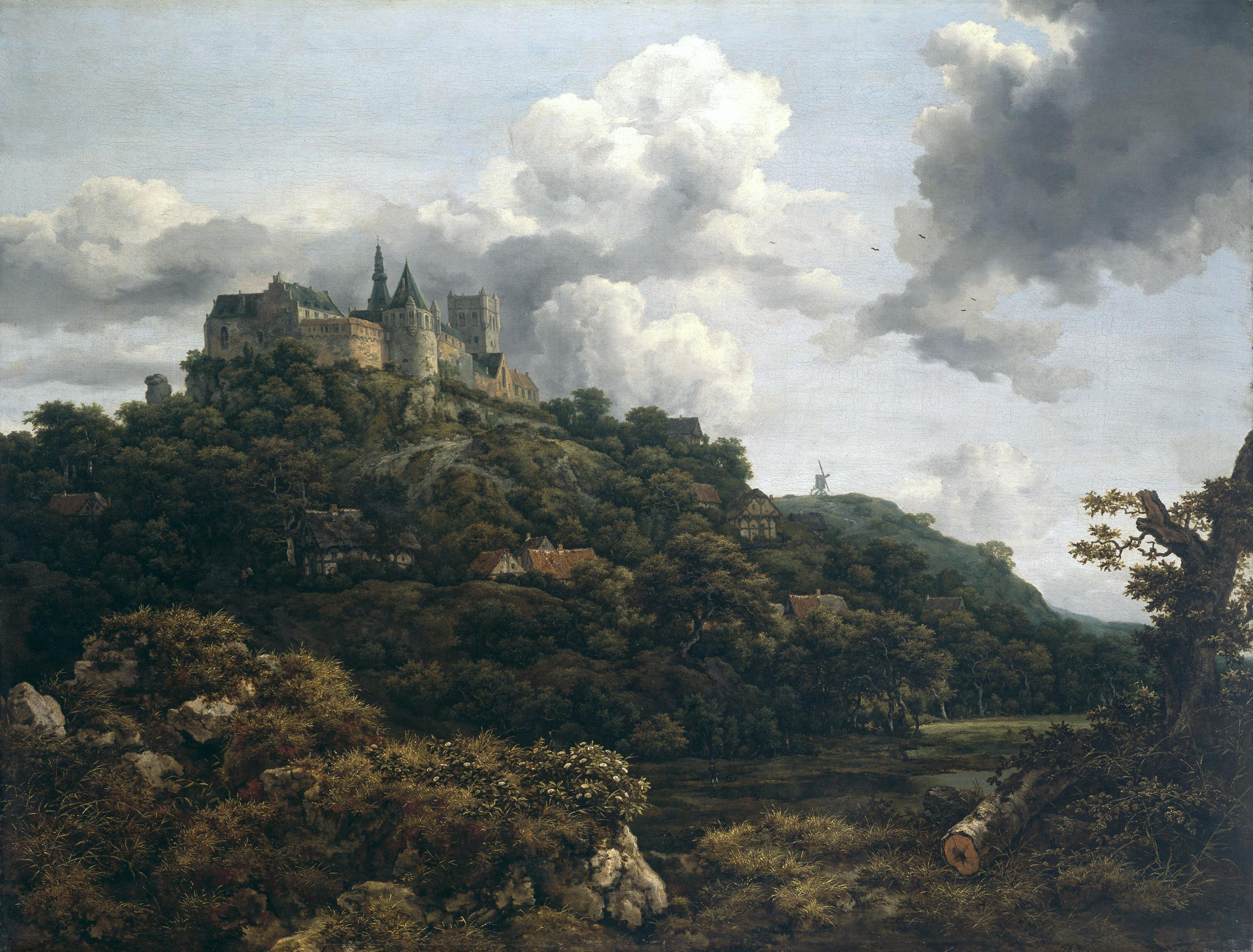
Le château de Bentheim peint par Jacob van Ruisdael (1653)
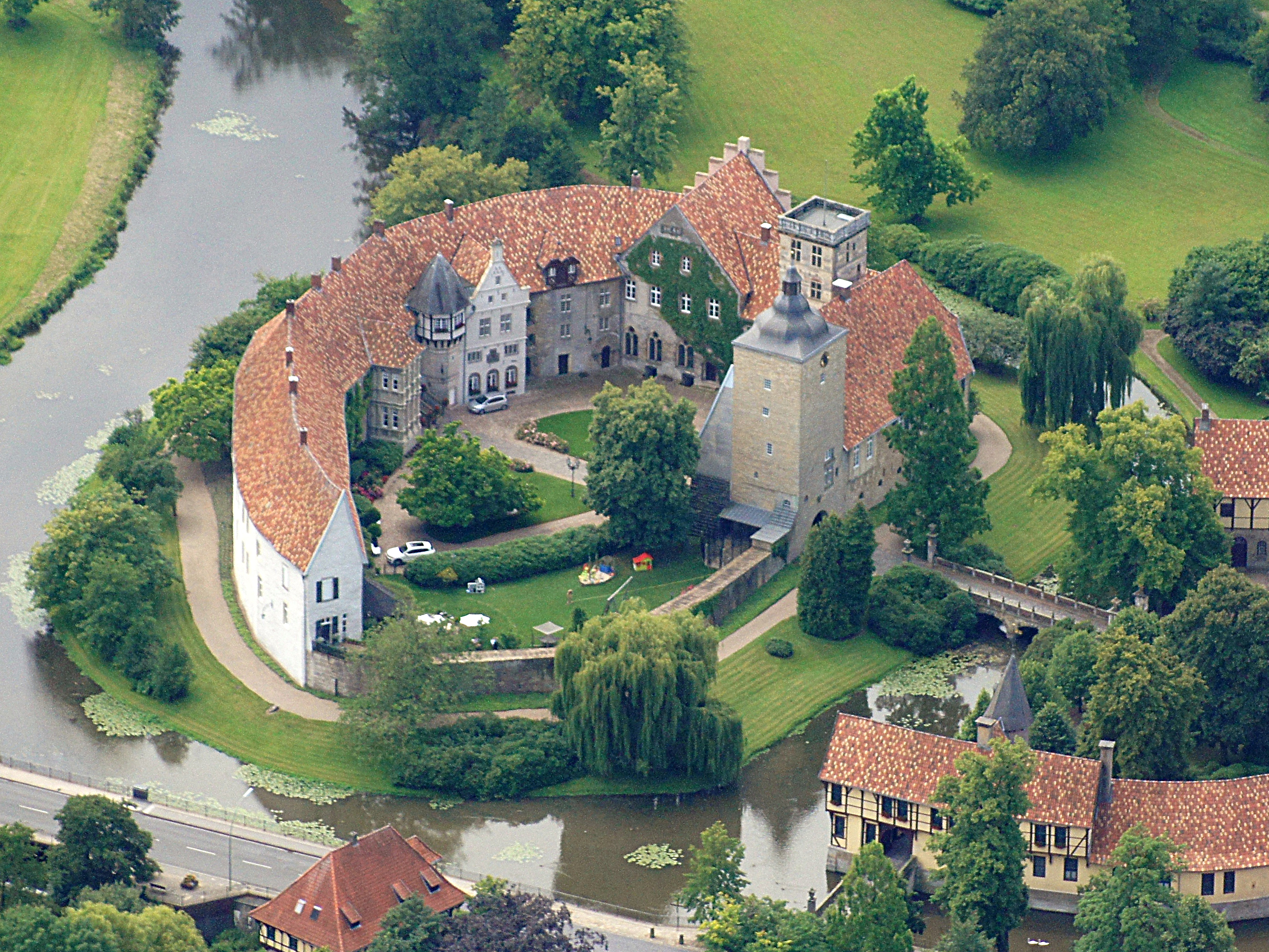
Le château de Burgsteinfurt à Steinfurt

Eberwin III de Bentheim-Steinfurt a épousé la comtesse Anne de Schwerin-Tecklembourg en 1553, ce qui a conduit le comté de Tecklembourg à revenir à la maison de Bentheim, avec la seigneurie de Rheda. Cependant, cela a conduit à un conflit de succession avec la maison de Solms-Braunfels qui a duré de nombreuses générations. Leur fils Arnold III a réuni un nombre considérable de petits territoires entre ses mains. Il s'agissait des comtés de Bentheim, Steinfurt et Tecklembourg, ainsi que le Comté de Limbourg-sur-la-Lenne (par mariage depuis 1592). Il possédait également les seigneuries de Rheda, Gronau, Alpen et de Linnep (à Ratingen) ainsi que de vastes domaines ; en plus il a occupé le poste prestigieux de Vogt héréditaire de Cologne. En 1588, la famille Bentheim se convertit à la foi calviniste-réformée.
Un nouveau partage a lieu en 1606, à la mort du comte Arnold III. Son fils aîné Adolphe hérite de Tecklembourg et de la seigneurie de Rheda, fondant la branche de Bentheim-Tecklembourg, tandis que les cadets Arnold-Jobst et Guillaume-Henri conservent Bentheim et Steinfurt. Les deux benjamins, Conrad-Gumpert (de) et Frédéric-Ludolphe, reçoivent quant à eux les apanages de Limbourg et Alpen, mais tous deux meurent sans enfants et ces châteaux et seigneuries reviennent à Bentheim-Tecklembourg en 1654. En raison de la division de l'héritage décrétée par le comte Arnold, les grandes propriétés territoriales et immobilières du comte ont été fragmentées. Cela a eu plus tard un effet défavorable sur le développement ultérieur et l'importance politique de la famille.

### Comtés de Bentheim et Steinfurt
En 1643 Bentheim et Steinfurt sont à nouveau divisés ; En 1803 ils se réunissent par héritage.

Le comté de Steinfurt

À l'époque de Napoléon Bonaparte, le statut de la maison avait été perdu car toutes les terres avaient été occupées et conquises et le Saint Empire romain germanique avait été dissous. Napoléon prive les comtes de tous droits par le traité de la confédération du Rhin. Jusqu'en 1811, Bentheim appartenait au département de l'Ems du grand-duché de Berg dans la confédération du Rhin. Avec l'annexion du royaume de Hollande par la France en 1810, l'affiliation change à nouveau : à compter du 1er janvier 1811, une partie du comté (district de Neuenhaus) appartient au département de l'Ems-Occidental et l'autre partie (Bentheim faisant partie de l'arrondissement de Steinfurt) au département des Bouches-de-l'Yssel. À partir du 27 avril 1811, le comté faisait partie du nouveau département de Lippe, qui a été formé dans le cadre des départements hanséatiques après de nouvelles annexions françaises. Steinfurt a également été incorporé au duché de Berg en 1806 et, avec les territoires voisins, a formé son propre district.
Après la défaite de Napoléon, le comté de Bentheim est ensuite tombé au royaume de Hanovre dans le cadre du congrès de Vienne en 1815. Le district de Steinfurt passa au royaume de Prusse. Le comte Louis Guillaume de Bentheim et Steinfurt est élevé prince (« Fürst ») par le Roi de Prusse en 1817. La famille reçut le titre et le statut de « Standesherren » (« seigneurs de rang »), créés par l' Acte confédéral allemand, dont ils ont reçu au moins leur égalité avec les maisons souveraines restantes et certains droits politiques spéciaux.
Les châteaux de Bentheim et Burgsteinfurt appartiennent encore aujourd'hui à la famille. Le chef de la maison est le Prince Christian de Bentheim et Steinfurt (depuis 1961).

### Comtes de Bentheim-Tecklembourg
Le développement de la maison comtale de Bentheim-Tecklembourg est entravé par des problèmes financiers depuis le XVIIe siècle. La raison principale était les effets de la guerre de Trente Ans. En plus, le comté de Tecklenburg était au centre d'un conflit de succession avec la maison de Solms-Braunfels depuis 1577. Cela s'est intensifié lorsque des troupes prussiennes et solmsiennes ont occupé le comté vers la fin du XVIIe siècle. Les comtes de Solms vendirent ensuite leurs revendications à la Prusse. En 1729, le comte Moritz Casimir I obtint la pleine souveraineté sur sa comté de Limbourg et sa seigneurie de Rheda mais dut payer une grosse somme d'argent et renoncer à toute prétention sur le comté de Tecklembourg, qui était en possession prussienne depuis 1702. Cependant, le nom de la ligne Bentheim-Tecklembourg a été conservé. En 1756, la résidence principale a été déplacée du château de Limbourg à Rheda. La famille y entretenait un petit orchestre de cour et, à partir de 1780, un théâtre de cour.

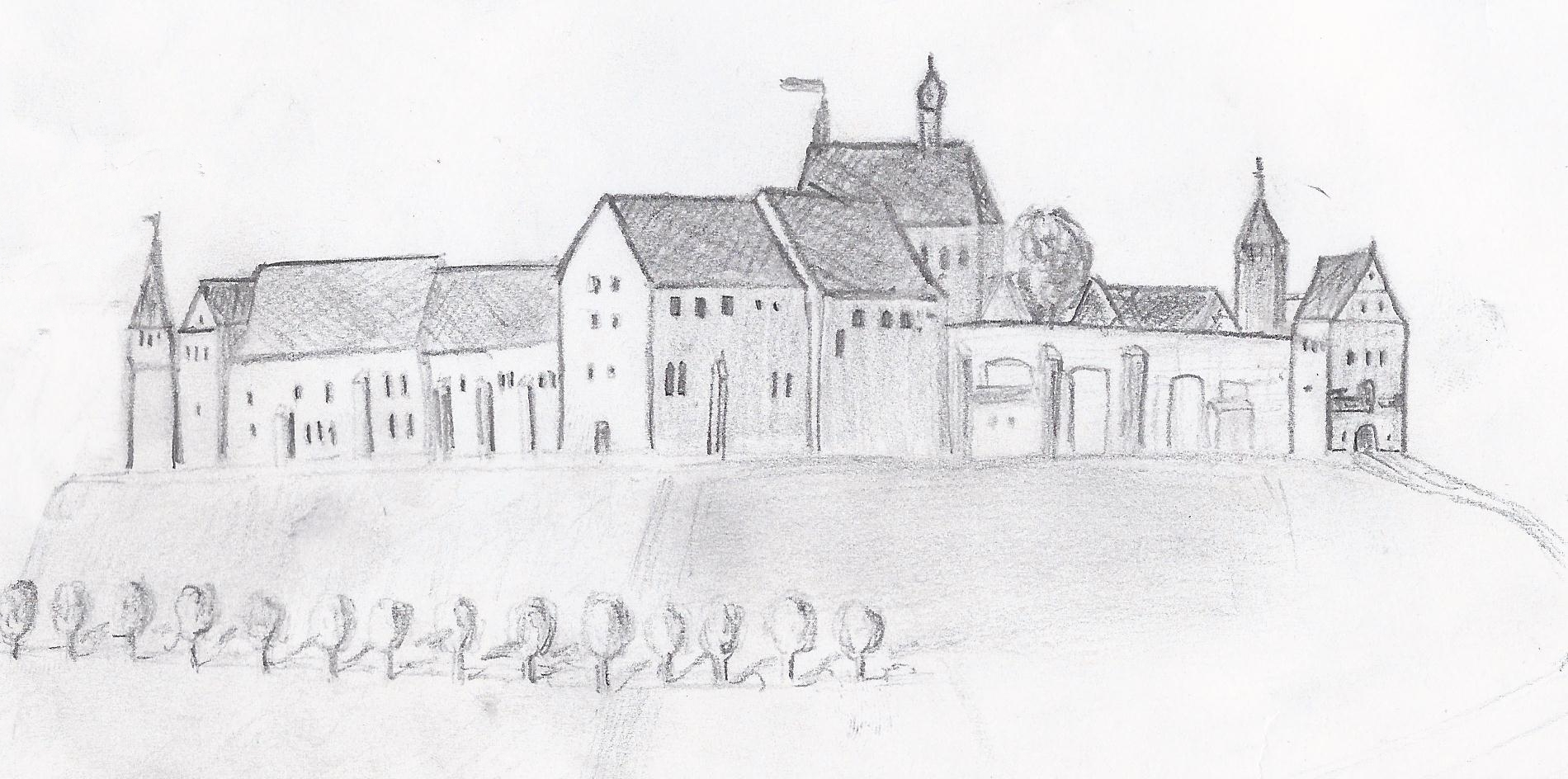
Reconstitution du château de Tecklembourg (tombé en ruine au XVIIIe siècle) d'après une gravure
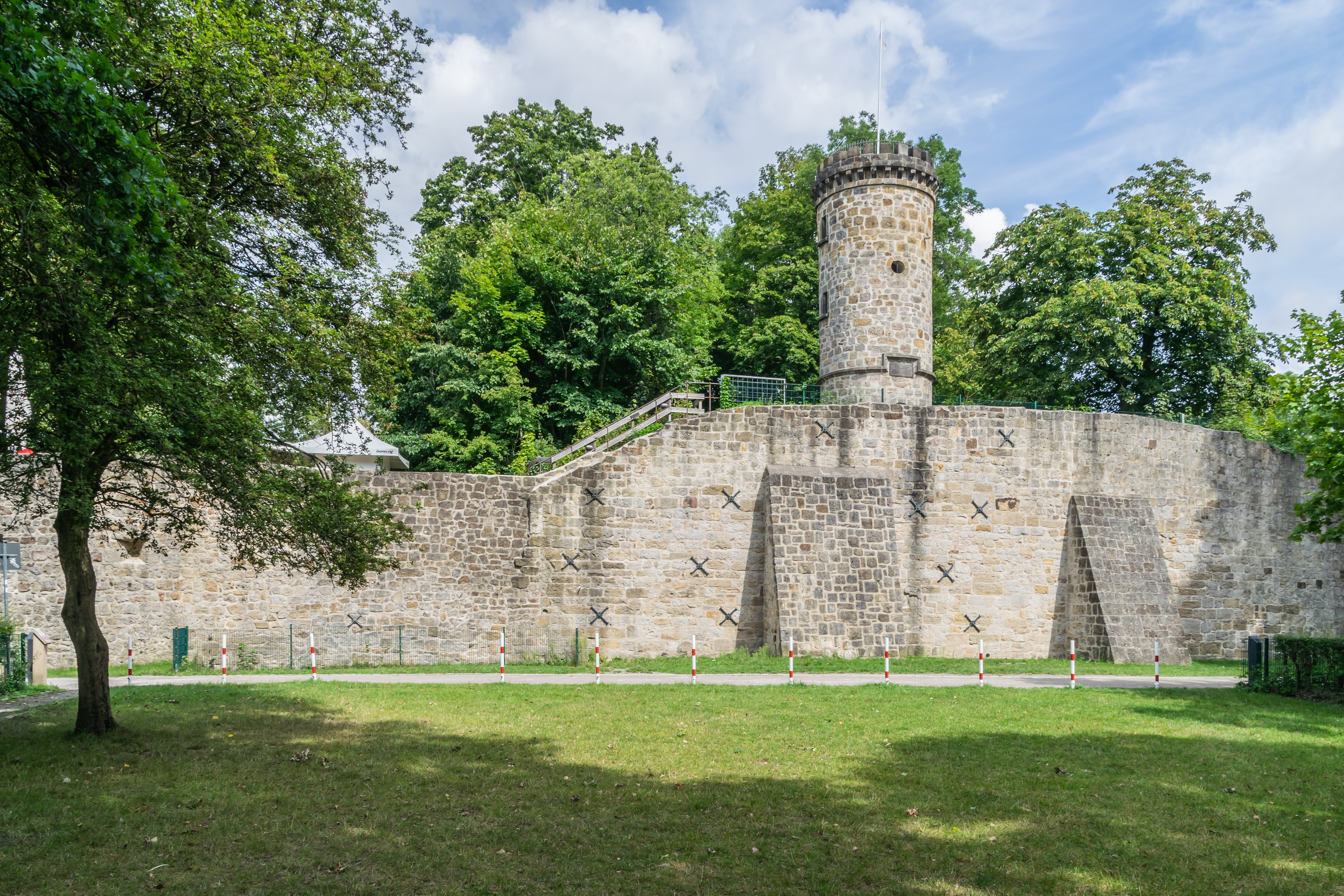
Ruine du château de Tecklembourg
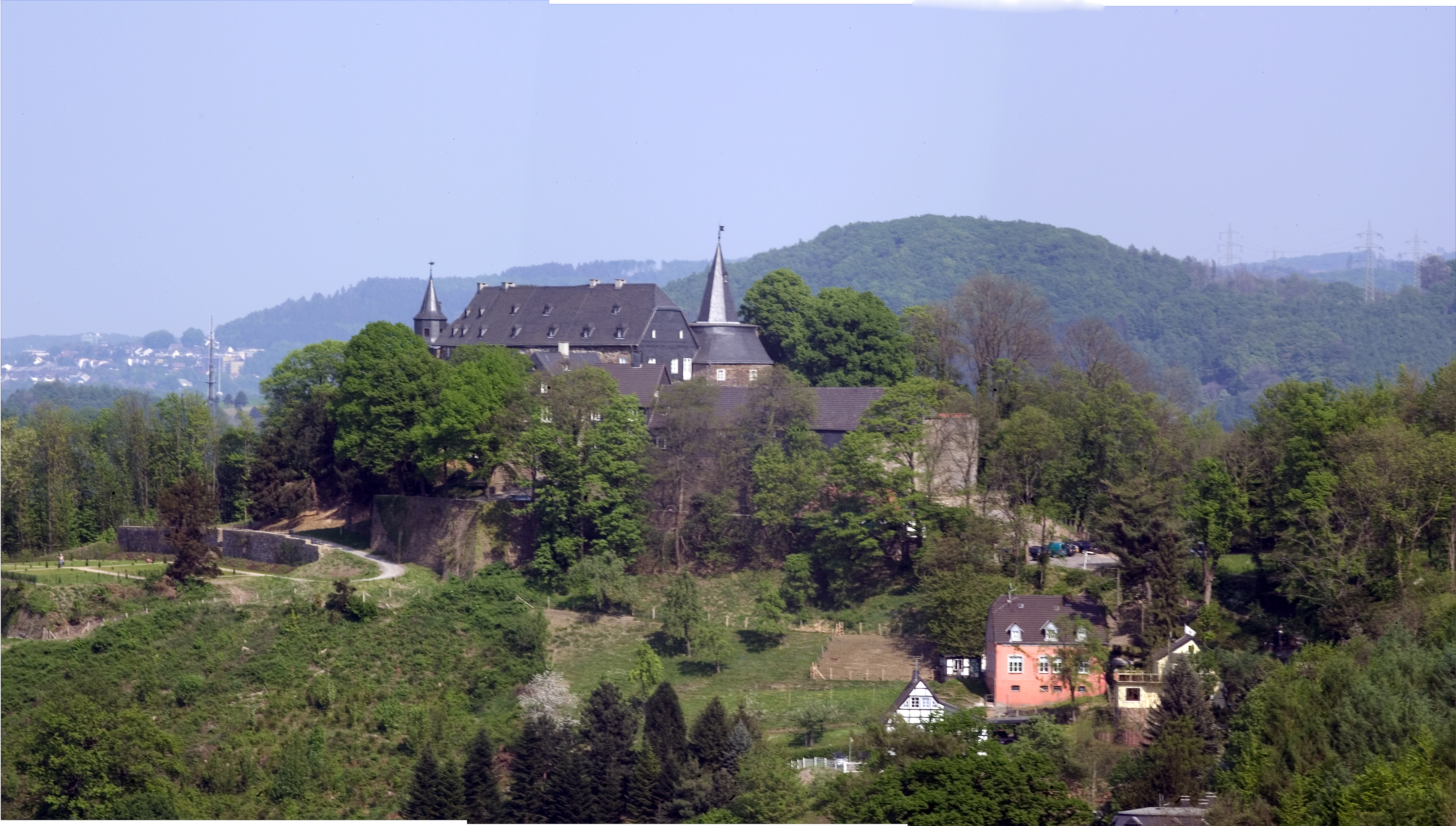
Le château de Limbourg-sur-la-Lenne
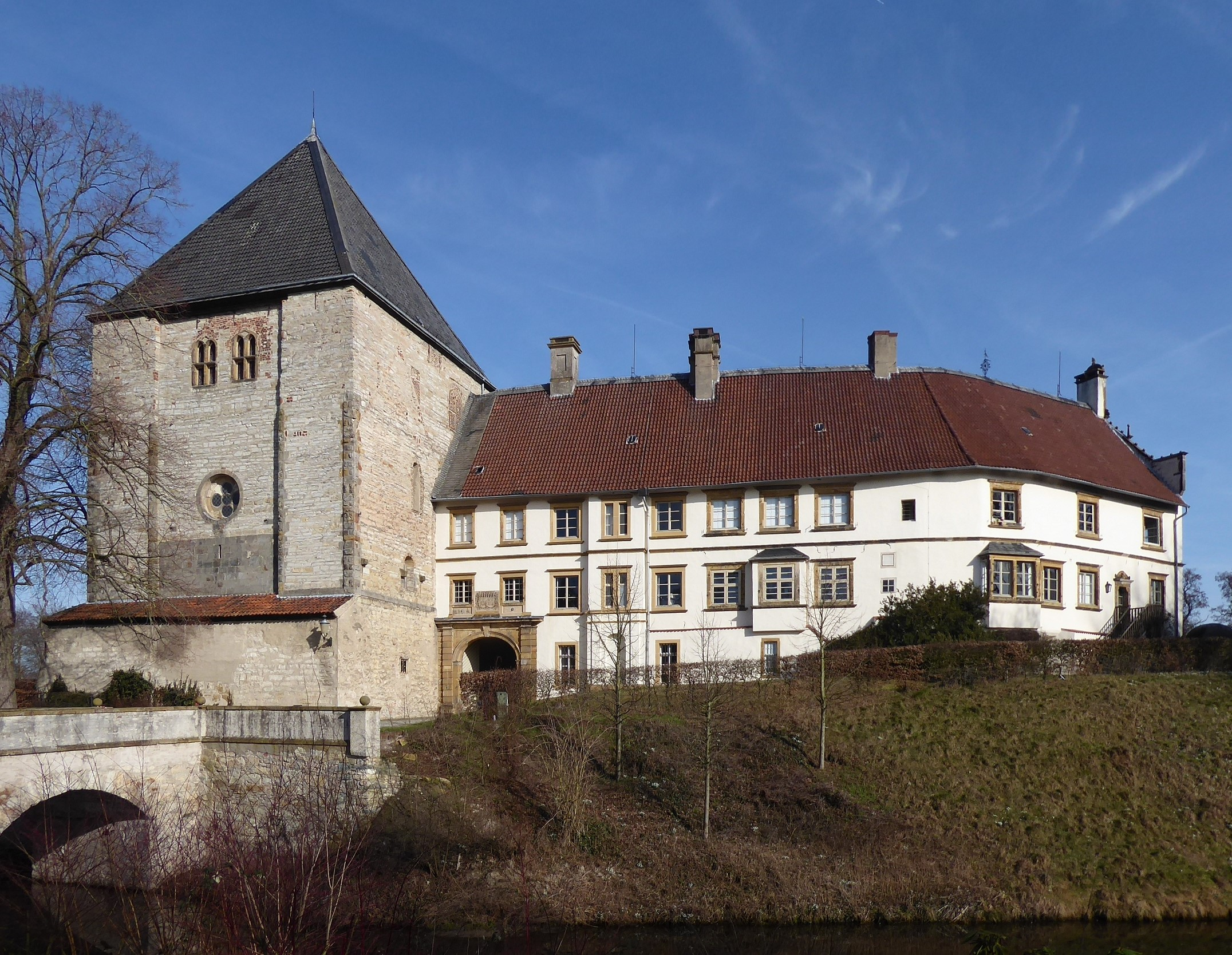
Le château de Rheda

Après leur sécularisation en 1803, les monastères Herzebrock et Clarholz, qui se trouvaient dans le comté, devinrent la propriété privée de la maison comtale (et le sont encore aujourd'hui).
En 1808, sous Napoléon Ier, la seigneurie de Rheda et le comté de Limbourg ont été ajoutés au département de la Ruhr nouvellement créé dans le Grand-Duché de Berg dans le cadre de la médiatisation. Après l'effondrement de la domination napoléonienne, le comte Emil Friedrich n'a pas été rétabli dans ses droits. Au Congrès de Vienne en 1815, la seigneurie de Rheda et le comté de Limbourg ont été ajoutés au Royaume de Prusse. Le comte Emil Friedrich est élevé au rang héréditaire de prince (« Fürst ») de Bentheim-Tecklembourg et Rheda en 1817 pour compenser la perte de sa souveraineté ; il était aussi l'un des « Standesherren ». En 1854, les princes de Bentheim-Tecklembourg-Rheda reçurent un siège héréditaire dans la Chambre des seigneurs de Prusse.
Les châteaux de Rheda et Limbourg (Hohenlimburg) sont restés à ce jour la propriété privée de la famille princière, tout comme les deux monastères mentionnés et un certain nombre de domaines plus petits. Le chef actuel de la maison est le prince Maximilien de Bentheim-Tecklembourg-Rheda (né en 1969). Il réside avec sa famille au château de Rheda.

## Liste des comtes de Bentheim

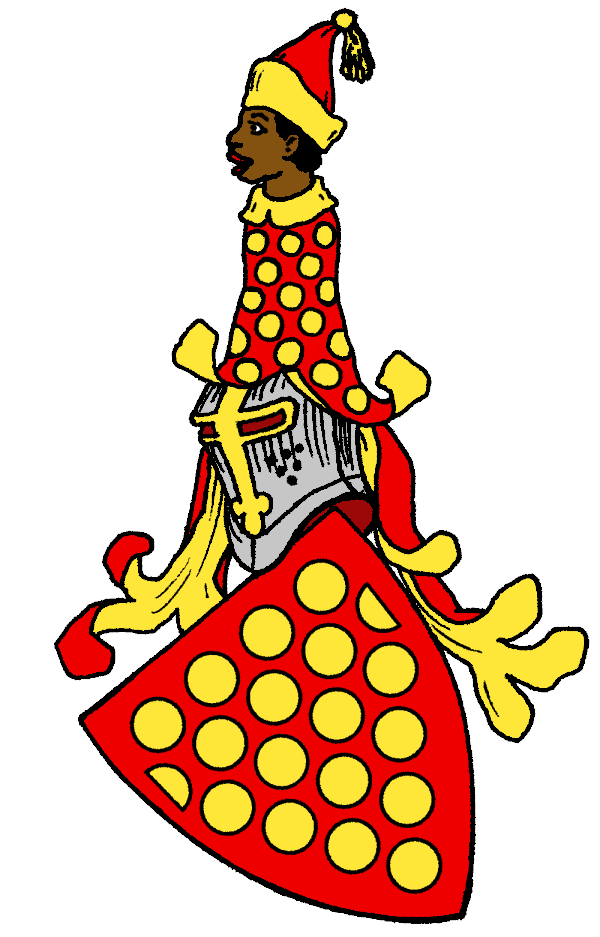
Armoiries familiales des comtes de Bentheim

- 1166-1208 : Othon Ier (de)
- 1208-1248 : Baudouin Ier (de), fils du précédent
- 1248-1279 : Othon II (de), fils du précédent
- 1279-1305 : Egbert Ier (de), fils du précédent
- 1305-1333 : Jean, fils du précédent
- 1333-1344 : Simon Ier, fils du précédent
- 1344-1364 : Othon III (de), frère du précédent
- 1379-1421 : Bernard (de), frère du précédent
- 1421-1454 : Everwin de Götterswick

### Bentheim-Bentheim (1454–1530)
- 1454-1473 : Bernard
- 1473-1530 : Everwin

### Bentheim-Steinfurt (1454–1606)
- 1454-1466 : Arnold Ier
- 1466-1498 : Eberwin II
- 1498-1544 : Arnold II
- 1544-1562 : Eberwin III (de)
- 1562-1606 : Arnold III (en), fils du précédent

Un nouveau partage a lieu à la mort d'Arnold III entre Bentheim-Steinfurt et Bentheim-Tecklembourg (voir comté de Tecklembourg pour ce dernier).

### Bentheim-Steinfurt (1606–1693)
- 1606-1643 : Arnold-Jobst
- 1643-1693 : Ernest-Guillaume (de)

Un nouveau partage a lieu à la mort d'Ernest-Guillaume entre Bentheim-Bentheim et Bentheim-Steinfurt.

### Bentheim-Bentheim (1693–1753)
- 1693-1701 : Arnold-Maurice-Guillaume
- 1701-1731 : Hermann-Frédéric
- 1731-1753 : Frédéric-Charles, il hypothèque son comté au profit de l'électorat de Brunswick-Lunebourg en 1753.

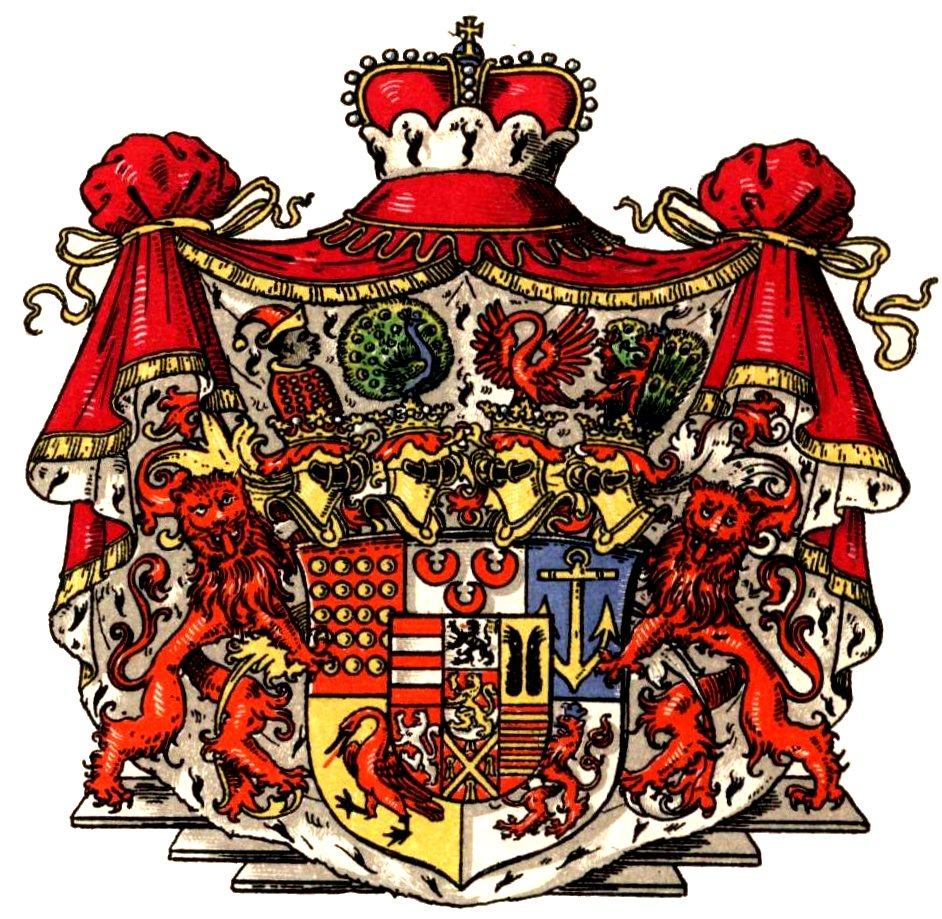
Armoiries des anciens comtes du Saint-Empire et des princes actuels de Bentheim et Steinfurt

### Bentheim-Steinfurt (1693–1819)
- 1693-1713 : Ernest
- 1713-1733 : Charles-Frédéric
- 1733-1780 : Charles-Paul-Ernest
- 1780-1817 : Louis-Guillaume, élevé au rang de prince (« Fürst ») en 1817.
- 1817-1819 : Alexis

### Bentheim-et-Steinfurt (1819–1918)
- 1819-1866 : Alexis
- 1866-1890 : Louis (de)
- 1890-1918 : Alexis (de)

## Les comtes de Bentheim-Tecklembourg (1562–1817)
- 1562–1606: Arnold II (IV.)
- 1606–1623: Adolphe
- 1623–1674: Maurice
- 1674–1704: Jean Adolphe
- 1704–1710: Frédéric Maurice
- 1710–1768: Maurice Casimir I
- 1768–1805: Maurice Casimir II

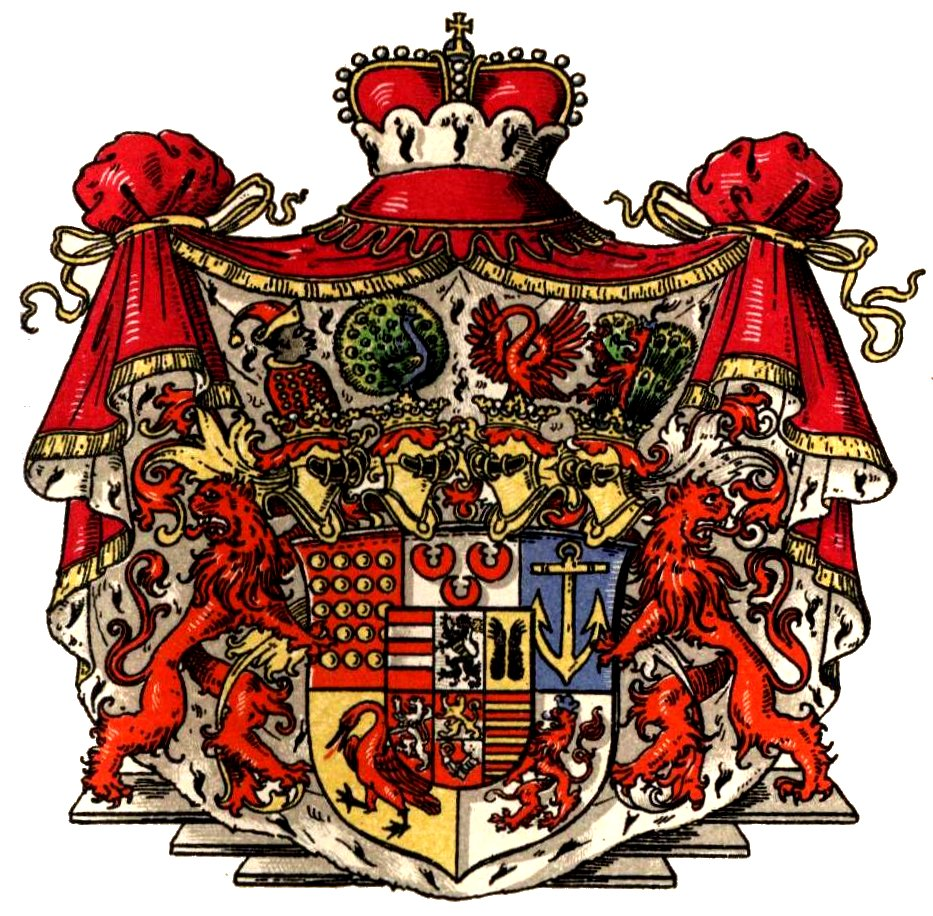
Armoiries des anciens comtes du Saint-Empire et des princes actuels de Bentheim-Tecklembourg

- 1805–1817: Emil Frédéric I (élevé au rang de prince le 20 juillet 1817)

## Les princes de Bentheim-Tecklembourg
- 1817–1837: Emil Frédéric I
- 1837–1872: Maurice Casimir IV
- 1872–1885: François
- 1885–1909: Gustave
- 1909–1967: Adolphe
- 1967–2014: Maurice Casimir V
- Depuis 2014: Maximilien (né en 1969)